# 리버스 프록시

리버스 프록시는 인터넷으로부터 요청을 받아와서 이것들을 내부망의 서버로 포워드한다. 프록시에 요청을 하는 대상은 내부망을 인지하지 못할 수 있다.

리버스 프록시(reverse proxy)는 컴퓨터 네트워크에서 클라이언트를 대신해서 한 대 이상의 서버로부터 자원을 추출하는 프록시 서버의 일종이다. 그런 다음 이러한 자원들이 마치 웹 서버 자체에서 기원한 것처럼 해당 클라이언트로 반환된다. 관련 클라이언트들을 위해 임의의 서버에 접속하는 중간 매개체인 포워드 프록시(forward proxy)와는 반대로, 리버스 프록시는 관련 서버들을 위해 임의의 클라이언트가 해당 서버에 접속하는 중간 매개체이다. 리버스 프록시를 사용함으로써 서버는 확장성과 성능, 회복탄력성과 보안에서 이점을 얻을 수 있으나 새로운 위험 또한 발생할 수 있다.
널리 보급된 웹 서버들은 리버스 프록시 기능을 사용하는 일이 잦으며, 취약한 HTTP 기능의 애플리케이션 프레임워크를 보호한다. 이러한 리버스 프록시는 주로 아파치, Nginx와 캐디와 같이 오픈소스 웹 서버들이 많이 사용되며 인터넷의 가장 큰 웹사이트들은 HAProxy, 스퀴드와 같은 전용 리버스 프록시를 사용하기도 한다.

## 같이 보기
- 네트워크 주소 변환